# نينو ماركيتي
نينو ماركيتي (بالإيطالية: Nino Marchetti)‏ هو ممثل إيطالي، ولد في 21 فبراير 1909 في إيطاليا، وتوفي بنفس المكان في 2 سبتمبر 1983.

## وصلات خارجية
- نينو ماركيتي على موقع IMDb (الإنجليزية)
- نينو ماركيتي على موقع ألو سيني (الفرنسية)
- نينو ماركيتي على موقع أول موفي (الإنجليزية)
- نينو ماركيتي على موقع قاعدة بيانات الأفلام السويدية (السويدية)
- نينو ماركيتي على موقع قاعدة بيانات الفيلم (الإنجليزية)
- نينو ماركيتي على موقع كينوبويسك (الروسية)